# Arsenio Poupin
Arsenio Poupin Oissel (Santiago, 17 de noviembre de 1934-c. 13 de septiembre de 1973) fue un abogado y político chileno. Militante socialista, se desempeñó como subsecretario General de Gobierno de Salvador Allende, hasta el golpe de Estado del 11 de septiembre de 1973. Fue una de las víctimas de violaciones de los derechos humanos cometidos por la dictadura militar.

## Familia y estudios
Estudió en el Instituto Nacional, en Santiago. Posteriormente ingresó a la Facultad de Derecho de la Universidad de Chile, y durante sus estudios fue ayudante de la cátedra de derecho del trabajo. Se tituló de abogado con la memoria Participación de los trabajadores en la gestión de la empresa (1966).
Estaba casado con Lucía Neira Rivas, con quien tuvo un hijo.

## Carrera política
Poupin era miembro del Comité Central del Partido Socialista (PS).

### Gobierno de la Unidad Popular
Con la llegada de Salvador Allende a la presidencia del país, Poupin se convirtió en asesor jurídico del primer mandatario. En agosto de 1972, tras un incidente de Investigaciones de Chile en la Población Lo Hermida de la capital chilena, Allende destituyó al director general de la policía, Eduardo Paredes Barrientos, y nombró interinamente a Poupin.

— [Poupin] «Por favor no, Doctor, designe a otro, yo soy incapaz de matar una mosca».

— [Allende] «Por eso, Cheno, por eso, porque eres incapaz de matar una mosca, porque eres un humanista, por eso te nombro (...) porque para duros ya están los policías».

A pocos días de asumido en el cargo, tuvo que enfrentar uno de sus momentos más complicados al mando de Investigaciones, cuando el 22 de agosto, un grupo de argentinos militantes del Ejército Revolucionario del Pueblo (ERP) que habían secuestrado el vuelo 811 de Austral Líneas Aéreas desde la ciudad de Trelew —tras la fuga que terminaría en masacre—, aterrizaron en Santiago y pidieron asilo al gobierno de la Unidad Popular. Tras días de deliberación, el presidente decidió finalmente facilitarles el escape a Cuba, con tal de no entregarlos a la dictadura argentina.
Posteriormente fue nombrado subsecretario General de Gobierno por el presidente Allende el 12 de diciembre de 1972, estando Daniel Vergara a cargo de la Secretaría General de Gobierno.

### Golpe de Estado y desaparición
El 11 de septiembre de 1973, Poupin se encontraba en el Palacio de La Moneda, y cuando ya se supo que el golpe de Estado estaba en marcha, fue uno de los primeros en decir que acompañarían a Allende hasta el final. Presenció la muerte de Salvador Allende, tras lo cual intentó suicidarse con un arma de fuego, pero alguien se la arrebató antes de lograrlo, según la versión de Juan Seoane, jefe de la sección Presidencia de la República de la Policía de Investigaciones.
Luego del asalto por los militares al palacio de gobierno, Poupin fue detenido por el capitán Sergio Núñez Cabrera, y llevado al Regimiento de Artillería Tacna, a cargo del coronel Joaquín Ramírez Pineda. Los últimos registros de Arsenio Poupin con vida datan del 13 de septiembre de 1973, siendo uno de los detenidos desaparecidos de la dictadura chilena.